# Bruno Pfütze
Bruno Pfütze (* 9. Juli 1912 in Nerchau; † 17./18. Juni 1945 in Oslo) war ein deutscher SS-Führer im KZ Auschwitz.

## Leben
Pfütze, von Beruf Anstreicher, trat Januar 1933 der SS (SS-Nummer 81.491) und zum 1. April 1933 der NSDAP bei (Mitgliedsnummer 1.737.180). Ab 1938 war er Angehöriger der SS-Totenkopfverbände und nach Beginn des Zweiten Weltkrieges ab 1940 bei den Polizeiverbänden im Generalgouvernement eingesetzt.
Ende 1940 wurde Pfütze in das KZ Auschwitz versetzt. Zunächst war er dort stellvertretender Rapportführer im Stammlager des KZ Auschwitz. In dieser Funktion nahm er an Erschießungen von Häftlingen an der Schwarzen Wand teil. Von Ende Februar bis März 1943 war er Lagerführer im „Zigeunerlager Auschwitz“ des KZ Auschwitz-Birkenau. Danach erhielt er eine Ausbildung zum SS-Führer und wurde danach wieder im KZ Auschwitz eingesetzt. Pfütze wurde Lagerführer im SS-Arbeitslager Neu-Dachs und zusätzlich ab Mai 1944 Kompanieführer der 4. und 5. SS-Wachkompanie des KZ Auschwitz-Monowitz, die zur Bewachung mehrerer KZ-Außenlager eingesetzt waren. Am 9. November 1944 wurde Pfütze zum SS-Obersturmführer befördert.
Nach der „Evakuierung“ des KZ Auschwitz im Januar 1945 wurde Pfütze im März 1945 als Befehlshaber des SS-Wachbataillons ins KZ Mysen in Grini bei Oslo versetzt. Dort starb Pfütze 1945 vermutlich bei Kampfhandlungen.